# RTL Télévision
RTL Télévision (siglas de Radio Télévision Luxembourg; en luxemburgués, RTL Televisioun) fue un canal de televisión luxemburgués en abierto de índole privada, operado por la Compañía Luxemburguesa de Teledifusión. Comenzó sus emisiones el 23 de enero de 1955 como Télé Luxembourg, la primera televisión privada de Europa. Aunque su señal estaba limitada al ducado de Luxemburgo, también podía sintonizarse en el noreste de Francia y en la Bélgica francófona. En 1995 se convirtió en un canal de entretenimiento por cable bajo la marca RTL9.

## Historia

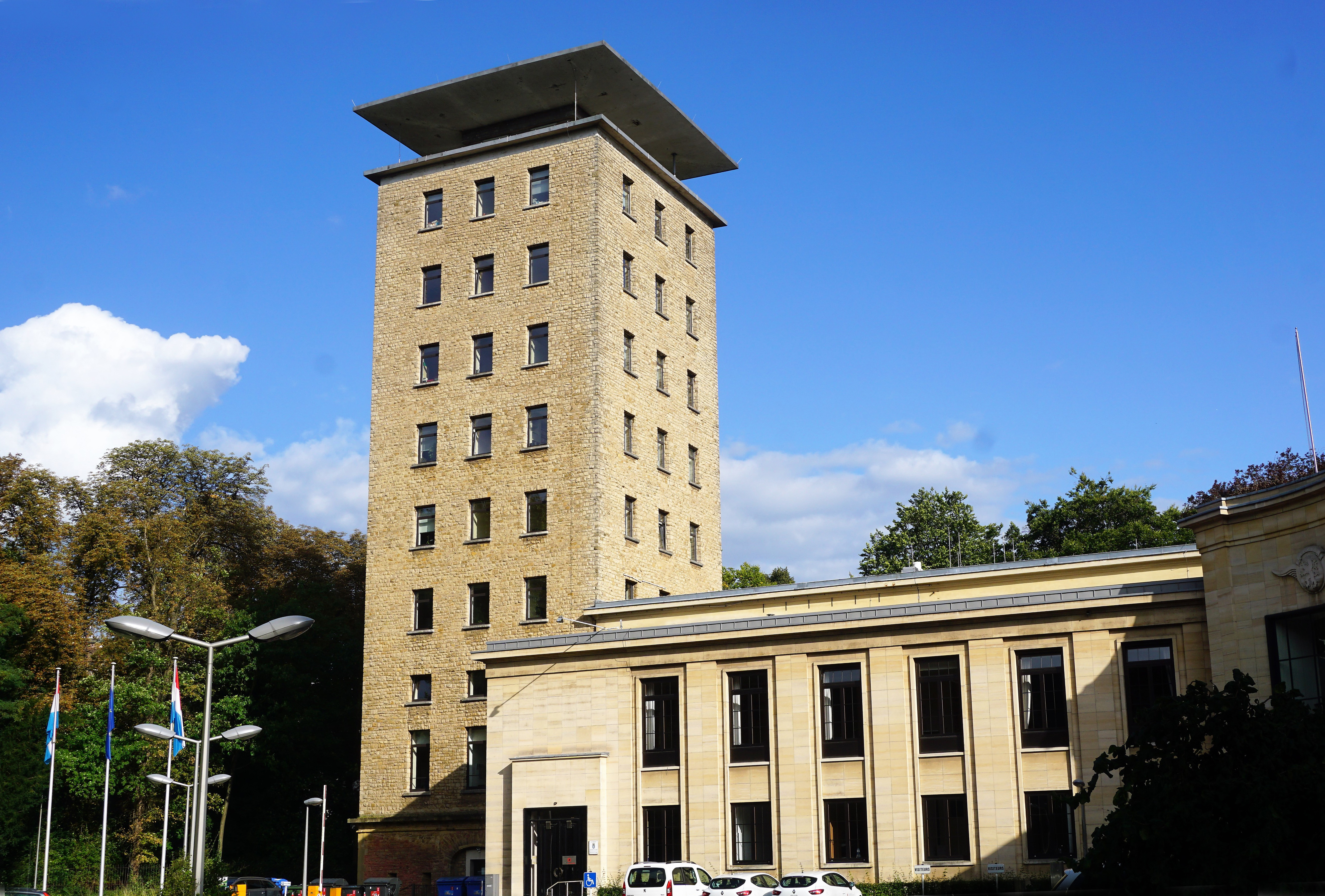
Fachada de Villa Louvigny, sede de RTL Télévision. Actualmente acoge el Ministerio de Sanidad de Luxemburgo.

El 20 de mayo de 1953, el consejo de administración de la Compañía Luxemburguesa de Teledifusión (CLT), propietaria de la emisora comercial Radio Luxembourg, firmó un convenio con el gobierno de Luxemburgo para gestionar un canal de televisión en régimen de monopolio. El impulsor de la idea fue el empresario francés Robert Tabouis. En aquella época la televisión en Europa se encontraba en vías de desarrollo y solo operaban radiodifusoras públicas, así que el canal de Luxemburgo sería la primera televisión privada del continente. Para garantizar la señal se construyó una torre de transmisión en Dudelange, a menos de 200 metros de la frontera francesa, y unos estudios centrales en Villa Louvigny.
Las emisiones de Télé Luxembourg comenzaron el 23 de enero de 1955, con la inauguración de la duquesa Carlota en el día de su cumpleaños. Aunque su ámbito de emisión estaba limitado legalmente a Luxemburgo, la señal de VHF podía sintonizarse también en el noreste de Francia (Ardenas y Lorena) y en la parte francófona de Bélgica. Para el lanzamiento se contó con técnicos y presentadores franceses, tales como Claude Robert, Jacques Navadic, Robert Diligent y Jean Stock.
Con el paso del tiempo, la televisión de Luxemburgo se especializó en una oferta de entretenimiento en idioma francés que contrastaba con la radiodifusora gala (ORTF) y belga (RTB). Además formaba parte de la Unión Europea de Radiodifusión (UER) y podía acceder a su red internacional de contenidos.
En septiembre de 1972, coincidiendo con la irrupción de la televisión en color, el canal adoptó la marca «RTL» que ya utilizaba la radio del mismo grupo. Luxemburgo fue el único país europeo que adoptó tanto el sistema PAL como el SECAM, lo que le permitía llegar a Bélgica y Francia respectivamente. La señal en VHF se mantuvo activa hasta 1979.
La estrategia de RTL cambió a raíz de un accidente en julio de 1981, cuando la torre de radio de Dudelange fue dañada por el choque de un avión del ejército belga. El gobierno de Bélgica compensó a CLT con, entre otras medidas, la legalización de las emisiones en su territorio a través de la televisión por cable. El canal pasó a llamarse «RTL Télévision» y a partir de 1983 estableció horas en desconexión para Bélgica (UHF 27), Luxemburgo (UHF 7) y el noreste de Francia (Secam 21). Además, en 1984 puso en marcha el canal satelital RTL Plus para Alemania Occidental. La programación en aquella época estaba centrada en series internacionales (Dallas, Falcon Crest, Hotel) y entretenimiento.
Con la televisión privada ya consolidada en Europa, CLT comenzó a operar en 1987 canales específicos para Bélgica (RTL-TVI) y Francia (M6), así que el canal primigenio quedó en segundo plano. En 1991 la señal original fue transformada en «RTL-TV», un canal de ámbito local que seguía emitiendo en abierto para Luxemburgo y la región de Lorena como RTL Lorraine, pero también en televisión por cable en el resto de Francia, como RTL TV, sin programación regional. En 1995 se convirtió en RTL9, con una oferta centrada en series y entretenimiento, y tres años después fue adquirido por Groupe AB (actual Mediawan).
Por otro lado, Luxemburgo cuenta desde 1991 con dos canales exclusivos de ámbito local: RTL Télé Lëtzebuerg (1991) y RTL Zwee (2004). El grupo CLT-UFA es el actual representante del país en la UER.